# ميخائيل أرينغتون
ميخائيل أرينغتون (بالإنجليزية: Michael Arrington)‏ هو مدون أمريكي، ولد في 13 مارس 1970 في أورانج في الولايات المتحدة.

## وصلات خارجية
- ميخائيل أرينغتون على موقع إن إن دي بي (الإنجليزية)